# Буздякский район
Буздя́кский райо́н (баш. Бүздәк районы) — административно-территориальная единица (район) и муниципальное образование (муниципальный район) в её границах под наименованием муниципальный район Буздякский район (баш. Бүздәк районы муниципаль районы) в составе Республики Башкортостан Российской Федерации.
Административный центр — село Буздяк, находящееся в 112 км от Уфы.

## Географическое положение
Район находится в западной части Республики Башкортостан. Площадь территории составляет 1710 км².
Расположен на севере Бугульминско-Белебеевской возвышенности, поверхность которой покрыта овражно-балочной сетью. Территория района имеет вытянутую форму с севера на юг, входит в Предуральскую степь. Речную сеть образует верхнее течение реки Чермасан с притоками. Почвенный покров образуют, в основном, чернозёмы, на юге местами — серо-лесные почвы. Леса, в основном, из липы, дуба, осины, берёзы, в виде редких островных массивов занимают 12 % площади района. Ресурсы недр представлены месторождениями нефти, глины и песчано-гравийной смеси.

## История
Образован 20 августа 1930 года, когда, согласно постановлению президиума ВЦИК, было ликвидировано разделение Башкирской АССР на кантоны и образовано 48 районов.

## Население
| 1989    | 2002    | 2008    | 2009    | 2010    | 2012    | 2013    | 2014    | 2015    |
| ------- | ------- | ------- | ------- | ------- | ------- | ------- | ------- | ------- |
| 30 334  | ↗31 178 | ↘30 589 | ↘30 413 | ↗30 688 | ↘29 926 | ↘29 414 | ↘28 817 | ↘28 263 |
| 2016    | 2017    | 2021    |         |         |         |         |         |         |
| ↘27 760 | ↘27 337 | ↘26 284 |         |         |         |         |         |         |

Согласно прогнозу Минэкономразвития России, численность населения будет составлять:
- 2024 — 25,39 тыс. чел.
- 2035 — 21,37 тыс. чел.

### Национальный состав
Согласно Всероссийской переписи населения 2010 года: татары — 60,2 %, башкиры — 30,4 %, русские — 7,4 %, лица других национальностей — 2 %.
По итогам переписи населения 2020 года проживали следующие национальности (национальности менее 0,1 % и другое см. в сноске к строке «Другие»):
| Национальность | Численность, чел. | Доля     |
| -------------- | ----------------- | -------- |
| Татары         | 14 569            | 55,43 %  |
| Башкиры        | 8872              | 33,75 %  |
| Русские        | 2294              | 8,73 %   |
| Узбеки         | 100               | 0,38 %   |
| Чуваши         | 78                | 0,30 %   |
| Украинцы       | 58                | 0,22 %   |
| Таджики        | 50                | 0,19 %   |
| Марийцы        | 43                | 0,16 %   |
| Армяне         | 39                | 0,15 %   |
| Другие         | 181               | 0,69 %   |
| Итого          | 26 284            | 100,00 % |

### Языковой состав
Согласно Всероссийской переписи населения 2010 года родными языками населения являлись:  татарский — 73,2 %, башкирский — 16,1 %, русский — 9,3 %.
Согласно Всероссийской переписи населения 2020 года родными языками населения являлись:  татарский — 62,1 %, башкирский — 26,3 %, русский — 10 %.

## Административное деление
В Буздякский район как административно-территориальную единицу республики входит 12 сельсоветов.
В одноимённый муниципальный район в рамках местного самоуправления входит 12 муниципальных образований со статусом сельского поселения:
| №     | Муниципальное образование   | Административный центр | Количество населённых пунктов | Население (чел.) | Площадь (км²) |
| ----- | --------------------------- | ---------------------- | ----------------------------- | ---------------- | ------------- |
| 1e-06 | Сельское поселение          |                        |                               |                  |               |
| 1     | Арслановский сельсовет      | село Старые Богады     | 8                             | ↘1860            | 203,15        |
| 2     | Буздякский сельсовет        | село Буздяк            | 5                             | ↘11 128          | 105,56        |
| 3     | Гафурийский сельсовет       | село Гафури            | 10                            | ↘2060            | 247,74        |
| 4     | Канлы-Туркеевский сельсовет | село Канлы-Туркеево    | 7                             | ↘1192            | 143,51        |
| 5     | Каранский сельсовет         | село Каран             | 10                            | ↘1706            | 157,89        |
| 6     | Килимовский сельсовет       | село Килимово          | 6                             | ↘1108            | 95,62         |
| 7     | Копей-Кубовский сельсовет   | село Копей-Кубово      | 5                             | ↘1663            | 134,07        |
| 8     | Кузеевский сельсовет        | село Кузеево           | 7                             | ↘1029            | 99,00         |
| 9     | Сабаевский сельсовет        | село Сабаево           | 6                             | ↘1186            | 88,06         |
| 10    | Тавларовский сельсовет      | село Старотавларово    | 5                             | ↘1507            | 95,89         |
| 11    | Тюрюшевский сельсовет       | село Тюрюшево          | 7                             | ↘1346            | 124,58        |
| 12    | Уртакульский сельсовет      | село Уртакуль          | 5                             | ↘1552            | 137,74        |

### Населённые пункты
| №  | Населённый пункт                                | Тип     | Население | Муниципальное образование   |
| -- | ----------------------------------------------- | ------- | --------- | --------------------------- |
| 1  | Амирово                                         | село    | ↗482      | Каранский сельсовет         |
| 2  | Анновка                                         | деревня | ↘14       | Канлы-Туркеевский сельсовет |
| 3  | Арсланово                                       | село    | ↘482      | Арслановский сельсовет      |
| 4  | Ахун                                            | село    | ↘387      | Кузеевский сельсовет        |
| 5  | Байраш                                          | деревня | ↗106      | Каранский сельсовет         |
| 6  | Бакча                                           | деревня | →4        | Тюрюшевский сельсовет       |
| 7  | Батырша-Кубово                                  | село    | ↘330      | Копей-Кубовский сельсовет   |
| 8  | Биек                                            | деревня | ↘4        | Тюрюшевский сельсовет       |
| 9  | Большая Устюба                                  | село    | ↗345      | Копей-Кубовский сельсовет   |
| 10 | Буздяк                                          | село    | ↘9915     | Буздякский сельсовет        |
| 11 | Владимировка                                    | деревня | →0        | Гафурийский сельсовет       |
| 12 | Вознесенка                                      | деревня | ↘181      | Гафурийский сельсовет       |
| 13 | Володарское                                     | деревня | ↘23       | Килимовский сельсовет       |
| 14 | Восточное                                       | село    | ↘421      | Буздякский сельсовет        |
| 15 | Гафури                                          | село    | ↘609      | Гафурийский сельсовет       |
| 16 | Деревня Хозяйства Заготскота                    | деревня | ↗116      | Буздякский сельсовет        |
| 17 | Идяшбаш                                         | деревня | ↘154      | Сабаевский сельсовет        |
| 18 | Ишменево                                        | деревня | ↘53       | Каранский сельсовет         |
| 19 | Иштиряк                                         | деревня | ↘11       | Арслановский сельсовет      |
| 20 | Казаклар-Кубово                                 | село    | ↘240      | Копей-Кубовский сельсовет   |
| 21 | Канлы-Туркеево                                  | село    | ↘878      | Канлы-Туркеевский сельсовет |
| 22 | Каразирек                                       | деревня | ↘123      | Тюрюшевский сельсовет       |
| 23 | Каран                                           | село    | ↘358      | Каранский сельсовет         |
| 24 | Каранай                                         | деревня | ↘14       | Канлы-Туркеевский сельсовет |
| 25 | Каранбаш                                        | деревня | ↘49       | Копей-Кубовский сельсовет   |
| 26 | Картамак                                        | село    | ↘283      | Тавларовский сельсовет      |
| 27 | Килимово                                        | село    | ↘797      | Килимовский сельсовет       |
| 28 | Киска-Елга                                      | село    | ↗509      | Уртакульский сельсовет      |
| 29 | Кискакулбаш                                     | деревня | ↘34       | Кузеевский сельсовет        |
| 30 | Киязибаш                                        | деревня | ↗24       | Арслановский сельсовет      |
| 31 | Клятаяк                                         | деревня | ↗57       | Канлы-Туркеевский сельсовет |
| 32 | Комсомол                                        | село    | ↘316      | Гафурийский сельсовет       |
| 33 | Копей-Кубово                                    | село    | ↘949      | Копей-Кубовский сельсовет   |
| 34 | Кубяк                                           | село    | ↘338      | Тавларовский сельсовет      |
| 35 | Кузеево                                         | село    | ↘492      | Кузеевский сельсовет        |
| 36 | Кузьминка                                       | деревня | ↘44       | Канлы-Туркеевский сельсовет |
| 37 | Кызыл-Елга                                      | деревня | ↘27       | Арслановский сельсовет      |
| 38 | Кызыл-Яр                                        | деревня | ↘174      | Тюрюшевский сельсовет       |
| 39 | Михайловка                                      | село    | ↘296      | Гафурийский сельсовет       |
| 40 | Нижняя Чатра                                    | деревня | ↘41       | Тюрюшевский сельсовет       |
| 41 | Никольское                                      | село    | ↘270      | Гафурийский сельсовет       |
| 42 | Новоактау                                       | село    | ↘141      | Каранский сельсовет         |
| 43 | Новокилимово                                    | деревня | ↗88       | Гафурийский сельсовет       |
| 44 | Новотавларово                                   | деревня | ↘269      | Тавларовский сельсовет      |
| 45 | Новый Шигай                                     | деревня | ↗6        | Сабаевский сельсовет        |
| 46 | Письмянтамак                                    | деревня | ↘37       | Кузеевский сельсовет        |
| 47 | Рассвет                                         | село    | ↘265      | Гафурийский сельсовет       |
| 48 | Сабаево                                         | село    | ↘732      | Сабаевский сельсовет        |
| 49 | Сабанаево                                       | село    | ↘188      | Каранский сельсовет         |
| 50 | Сарайгировского отделения Уртакульского совхоза | село    | ↘213      | Уртакульский сельсовет      |
| 51 | Севадыбашево                                    | село    | ↘604      | Тюрюшевский сельсовет       |
| 52 | Сергеевка                                       | село    | ↘702      | Буздякский сельсовет        |
| 53 | Староактау                                      | село    | ↗303      | Каранский сельсовет         |
| 54 | Старотавларово                                  | село    | ↗737      | Тавларовский сельсовет      |
| 55 | Старые Богады                                   | село    | ↘547      | Арслановский сельсовет      |
| 56 | Старый Буздяк                                   | село    | ↘484      | Уртакульский сельсовет      |
| 57 | Старый Карбаш                                   | деревня | ↘122      | Тавларовский сельсовет      |
| 58 | Старый Шигай                                    | село    | ↘153      | Сабаевский сельсовет        |
| 59 | Сыртланово                                      | деревня | ↘35       | Гафурийский сельсовет       |
| 60 | Таллыкулево                                     | деревня | ↘354      | Канлы-Туркеевский сельсовет |
| 61 | Ташлыкуль                                       | село    | ↘318      | Гафурийский сельсовет       |
| 62 | Телякей-Кубово                                  | деревня | ↘44       | Канлы-Туркеевский сельсовет |
| 63 | Тугаево                                         | село    | ↘300      | Сабаевский сельсовет        |
| 64 | Туктаркуль                                      | деревня | ↘55       | Буздякский сельсовет        |
| 65 | Тюрюшево                                        | село    | ↘722      | Тюрюшевский сельсовет       |
| 66 | Урал                                            | деревня | ↗47       | Каранский сельсовет         |
| 67 | Ураново                                         | деревня | ↗419      | Каранский сельсовет         |
| 68 | Урзайбаш                                        | село    | ↘713      | Арслановский сельсовет      |
| 69 | Уртакуль                                        | село    | ↘437      | Уртакульский сельсовет      |
| 70 | Усмановский                                     | деревня | ↘103      | Кузеевский сельсовет        |
| 71 | Хазиман                                         | деревня | →45       | Сабаевский сельсовет        |
| 72 | Чишма                                           | деревня | ↘134      | Кузеевский сельсовет        |
| 73 | Чулпан                                          | деревня | ↘76       | Уртакульский сельсовет      |
| 74 | Шарбаш                                          | деревня | ↘120      | Килимовский сельсовет       |
| 75 | Шигайкулбаш                                     | деревня | ↘72       | Килимовский сельсовет       |
| 76 | Шланлыкулево                                    | деревня | ↘251      | Арслановский сельсовет      |
| 77 | Юлдузлы                                         | деревня | ↘129      | Арслановский сельсовет      |
| 78 | Юрактау                                         | деревня | ↗28       | Каранский сельсовет         |
| 79 | Якупово                                         | село    | ↘312      | Килимовский сельсовет       |
| 80 | Ялтыркулбаш                                     | деревня | ↘10       | Килимовский сельсовет       |
| 81 | Ярдам                                           | деревня | ↘10       | Кузеевский сельсовет        |

### Упразднённые населённые пункты
Законом Республики Башкортостан от 23.05.2016 № 373-з упразднен посёлок Центрального отделения Буздякского совхоза.

## Экономика
Сельскохозяйственная специализация района — возделывание зерновых культур, сахарной свёклы, подсолнечника, молочно-мясное скотоводство и свиноводство.

## Транспорт
Район с востока на запад пересекают железная дорога Чишмы — Инза и автодорога М-5 «Урал», с севера на юг — автодорога Чекмагуш — Буздяк — Давлеканово.

## Социальная сфера
В районе 55 общеобразовательных школ, в том числе 21 средняя, профессиональное училище, 28 массовых библиотек, 53 клубных учреждения, 3 больницы. С 1931 года издаётся районная газета на русском и татарском языках «Буздякские новости» — «Бүздәк яңалыклары». С 2009 года публикуется рекламная газета «Буздякский экспресс».